# 庫爾斯普林鎮區 (北卡羅萊納州拉瑟福縣)
庫爾斯普林鎮區（英語：Cool Spring Township）是位於美國北卡羅萊納州拉瑟福縣的一個鎮區。

## 地方資料
庫爾斯普林鎮區的面積為87.28平方千米，皆為陸地。根據2020年美國人口普查的數據，當地共有人口14213人，而人口密度為每平方千米162.84人。